# Histoire de la démocratie
 (septembre 2017).
Si vous disposez d'ouvrages ou d'articles de référence ou si vous connaissez des sites web de qualité traitant du thème abordé ici, merci de compléter l'article en donnant les références utiles à sa vérifiabilité et en les liant à la section « Notes et références ».
L'histoire de la démocratie remonte à l'Antiquité. Le concept de démocratie est sujet à controverse, et a connu des définitions et des applications très différentes suivant les époques.[à définir]

## Les origines
Du IVe au Ier siècle av. J.-C., plusieurs auteurs grecs n’ont pas tari d’éloges quand ils ont évoqué, à un propos ou à un autre, la constitution de la cité fondée par des Phéniciens venus de Tyr, en 814 av. J.-C., selon la tradition classique.
Dans l’un de ses discours politiques datant du début du IVe siècle av. J.-C., Isocrate, un maître de la rhétorique grecque judiciaire et politique a assimilé les Carthaginois aux « Grecs qui étaient les mieux gouvernés ».
Le philosophe grec Aristote affirmait que la Constitution de Carthage était une des trois meilleures du monde.
Aristote a fait la description des institutions carthaginoises qui prévoyaient notamment un équilibre des pouvoirs entre les Suffètes et le Grand Conseil. Le philosophe précisa aussi le rôle de l’Assemblée du peuple, dans laquelle « chaque citoyen peut prendre la parole sur l’objet en discussion, prérogative qu’on chercherait vainement ailleurs ».
Ainsi, au IVe siècle avant l’ère commune, la cité de Carthage occupait une place de choix dans l’invention de la démocratie, dont le monde grec n’avait pas l’exclusivité.
En 621 av. J.-C., Dracon édicte les premières lois écrites, qui permettent d'éviter les dérives liées au manque de règles clairement établies[pertinence contestée].
Le grec Solon (640 à 558 av. J.-C.) serait à considérer comme le « père de la démocratie » : c'est au cours de son voyage en Égypte qu'il a connu pour la première fois cette notion d'égalité entre les êtres humains. Solon répartit les citoyens en classes selon leur richesse : les plus riches participent aux choix politiques. C'est durant son apprentissage[Lequel ?][Où ?] que Solon a lu des documents qui parlaient de la Démocratie et du Droit de grève. Sur une inscription datant de la VIe dynastie il lut que le peuple, ne supportant plus les augmentations d'impôt décidées par le parlement, demanda la compréhension du pharaon. Celui-ci donna des instructions à son ministre des finances : Ma Majesté ordonna de ne pas lever l'impôt. Sur le papyrus judiciaire de Turin, datant de l'époque de Ramsès III, la procédure juridique était mentionnée. À la même époque, les artisans de Deir El-Médineh, réclamant par écrit leur salaire (leurs rations de nourriture), firent la première grève connue de l'Histoire.

### Mésopotamie
Les sources et les matériaux archéologiques sont encore trop lacunaires pour permettre d’apprécier avec précision, la nature des rapports de force, l'organisation politique et le mode de représentativité ou de règlement des conflits des débuts de la civilisation urbaine mésopotamienne. La notion même de Cité-État dès la période sumérienne a pu donner lieu à des lectures idéalisées d'une pratique démocratique.

### L'Inde ancienne
À l'époque d’Alexandre le Grand (IVe siècle av. J.-C.) Quinte-Curce et Diodore de Sicile[source insuffisante] ont évoqué les peuples de guerriers des Sabarcae (ou Sambastai) qui auraient eu « une forme de gouvernement démocratique ».

### L'Antiquité méditerranéenne
La démocratie prend ses racines principales dans les réformes engagées autour de la cité d'Athènes dans la Grèce antique autour du Ve siècle av. J.-C..
Bien que la démocratie athénienne soit aujourd'hui considérée comme ayant été une forme de démocratie directe , elle faisait coïncider deux organisations politiques très différentes :
- une Boulè regroupant environ 500 citoyens tirés au sort, chargés de recueillir les propositions de loi présentées par les citoyens, puis de préparer les projets de loi ;
- d'autre part, l'assemblée des citoyens (Ecclésia), exemple type de la démocratie directe.

Tous les citoyens athéniens avaient le droit de prendre la parole et de voter à l'Ecclésia, où étaient votées les lois de la cité, mais aucun droit politique ni citoyenneté n'était accordé aux femmes, aux esclaves, aux métèques : des 250 000 habitants d'Athènes, seuls 40 000 environ étaient citoyens et, sur ces 40 000, tous les hommes riches (tous les citoyens de la première et deuxième classes, environ 5 000) et la plupart des thètes (citoyens de la quatrième classe, environ 21 000) participaient aux réunions de l'Ecclésia. Seuls les citoyens de la deuxième classe ont souvent envoyé une autre personne aux réunions.
La République romaine organisait des élections mais, là encore, les femmes, les esclaves et une large partie de la population étrangère en étaient exclus. Le vote des riches avait plus de poids et la plupart des plus hautes fonctions étaient attribuées à quelques familles nobles. Les offices n'étaient pas rémunérés et il était important d'être riche pour se prémunir contre la corruption[réf. nécessaire][évasif].
Les villes phéniciennes, comme Tyr, Sidon, Byblos…, avaient des traces de démocratie des conseillers élus par les citoyens, proposaient des nouvelles lois au roi.[réf. nécessaire]
Certaines sociétés tribales réduites (entre 20 et 50 personnes), comme les Aborigènes d'Australie, n'avaient pas de chef et prenaient des décisions par consensus au sein de la majorité.[réf. nécessaire]

### Moyen Âge et début de l'époque moderne
Au Moyen Âge, de nombreux[Information douteuse] systèmes sont fondés sur les élections et/ou une assemblée :
- le Gopola au Bengale
- la Communauté Lituano-polonaise
- les Things scandinaves et l'Althing islandaise
- le Veche dans les pays slaves
- les assemblées dites Biltzar ou Silviet du royaume de Navarre et des anciennes provinces basques[7]
- la cité marchande autonome de Sakai au Japon (XVIe siècle).

Pour autant, ces systèmes dans lesquels la participation demeure souvent réservée à une minorité, pourraient tout aussi bien être qualifiés d'oligarchies. La grande majorité des régions dans le monde du Moyen Âge sont gouvernées par une seigneurie, suivant un principe féodal, lequel commence au XIIe siècle à inclure des poches de système communal.
Le Parlement anglais naît avec les restrictions du pouvoir royal mises en place dans la Magna Carta. Le premier parlement élu est le Parlement de Montfort en Angleterre en 1265. Là encore seule une petite minorité dispose d'une voix : le Parlement est élu par quelques pourcents de la population (moins de 3 % en 1780[réf. souhaitée]), et le système présente des dispositions problématiques, telles que les municipalités corrompues. La convocation du Parlement dépend du bon vouloir du roi ou de la reine (le plus souvent lorsque celui ou celle-ci a besoin d'argent).
De nombreuses régions aux frontières des grands États conservent un fonctionnement démocratique. Entre France et Espagne se tiennent ainsi les républiques pyrénéennes.

## Émergence de la démocratie dans les gouvernements modernes

### Avant leXVIIIesiècle
L'humanisme de la Renaissance fut un mouvement culturel en Europe, qui commença en Italie (particulièrement Florence) dans les dernières décennies du XIVe siècle. Les philosophes humanistes recherchèrent les principes sur lesquels la société pourrait être organisée, en opposition à la concentration du pouvoir par l'Église ou les monarques.
Plusieurs développements limités de la démocratie eurent lieu. Il y a par exemple eu l'introduction de l'idée que les détenteurs du pouvoir sont responsables devant un électorat. On peut citer Simon V de Montfort qui appela les propriétaires terriens à voter aux élections anglaises de 1265 (De Montfort's Parliament (en)). Mais aussi la Rzeczpospolita, en Pologne-Lituanie en 1505, une république nobiliaire où le roi était élu par la noblesse. Ou encore le Magna Carta en Angleterre en 1215, l'Habeas Corpus Act 1679 (en) et le Frame of Government of Pennsylvania (en) en 1682 écrit par William Penn.

### XVIIIesiècle
En 1755, la République corse est instaurée par Pascal Paoli avec la Constitution corse. Elle est considérée comme la première république des temps modernes, admirée par l'Europe des Lumières.[réf. nécessaire]
Dans les années 1760 à 1790 les Américains développent et appliquent le concept de Républicanisme, base de la révolution américaine (guerre d'indépendance des États-Unis). Les théoriciens du républicanisme opposaient alors ce régime au régime démocratique, qu'ils ne jugeaient pas souhaitables.
En 1776 Déclaration des droits de l'État de Virginie (basée sur la Déclaration des droits anglaise).
En 1789 ratification de la Constitution des États-Unis d'Amérique et de ses amendements (Déclaration des Droits (États-Unis)).
Dans les années 1780 : développement de mouvements sociaux s'identifiant à la "démocratie". Au Benelux le sens à demi négatif de "démocratie" (regardé comme synonyme d'anarchie)[réf. nécessaire] fut interprété de façon plus positive comme opposé à l'aristocratie.
La Constitution polonaise du 3 mai 1791 est largement reconnue comme la troisième plus ancienne du monde.
En 1791, la révolution haïtienne est la première, et la seule, révolution d'esclaves à établir une république.
1789-1799 : la Révolution française éclate. Dans les années 1790 : premier système de partis First Party System aux États-Unis. Au début du XIXe siècle apparition des partis politiques en Europe et du vote. Les droits politiques sont alors étendus à de nouvelles classes sociales : la santé, la propriété, le sexe, la "race" ne sont plus des critères de sélection au droit de vote. Le suffrage devient alors universel.

### XIXesiècle
Le vote à bulletin secret est introduit en 1850 en Australie puis en 1890 aux USA.

## Les tendances contemporaines
Des démarches tentent une plus grande implication des citoyens dans la politique (démocratie participative). Ainsi le conseil de quartier fait participer les habitants à certaines décisions concernant la vie de la cité : aménagement des voiries, enlèvement des ordures, équipements sportifs et culturels. Le budget participatif, inventé au Brésil, à Porto Alegre met une partie des finances municipales sous le contrôle des citoyens. Quelques communes françaises ont ainsi mis en place des "enveloppes de quartier". Grâce à Internet de nombreuses communes ont un site sur lequel il est parfois possible de s'adresser directement aux services techniques, participer à des forums, rédiger un magazine en ligne, etc. En France, un label national ville Internet peut être décerné. Ailleurs, ont été mis en place un jury citoyen qui donne un avis consultatif sur une question d'intérêt général, ou bien encore un Observatoire des engagements tente de suivre les promesses (électorales) non tenues, qui accentuent la méfiance envers les politiques. L'observatoire recense les engagements pris et vérifie, chaque année, leur mise en œuvre. L'Adels (Association pour la démocratie et l'éducation locale et sociale) recense les expériences de ce type.